# Perc Launders
Perc Launders, né le 11 octobre 1904 à Los Angeles (Californie) et mort le 2 octobre 1952 à Hollywood (Californie), est un acteur américain.

## Filmographie partielle
- 1933 : Carioca (Flying Down to Rio) de Thornton Freeland
- 1939 : Mademoiselle et son bébé (Bachelor Mother) de Garson Kanin
- 1941 : Citizen Kane d'Orson Welles
- 1941 : Les Voyages de Sullivan (Sullivan's Travels) d'Orson Welles
- 1945 : Le Poison (The Lost Weekend) de Billy Wilder
- 1946 : Le Dahlia bleu (The Blue Dahlia) de George Marshall
- 1946 : Les Tueurs (The Killers) de Robert Siodmak
- 1947 : Né pour tuer (Born to Kill) de Robert Wise
- 1947 : Le Carrefour de la mort (Kiss of Death) de Henry Hathaway
- 1948 : La Cité sans voiles (The Naked City) de Jules Dassin
- 1950 : Boulevard du crépuscule ((Sunset Boulevard) de Billy Wilder
- 1951 : La Femme à abattre (The Enforcer) de Bretaigne Windust et Raoul Walsh
- 1951 : Deux nigauds contre l'homme invisible (Abbott and Costello Meet the Invisible Man) de Charles Lamont
- 1951 : L'Inconnu du Nord-Express (Strangers on a Train) d'Alfred Hitchcock